# Ignacio Tirsch
Ignacio Tirsch, de nacimiento Ignáz Tirsch, a veces escrito también Ignacio Tirs, (Chomutov, Bohemia, 2 de julio de 1733 – ibid., 18 de mayo de 1781) misionero jesuita y pintor eslovaco, evangelizador de las misiones del sur de la península de Baja California entre 1762 y 1767, conocido también como el “Primer pintor de las Californias”.

## Biografía
El 18 de mayo de 1754 ingresó al seminario de la Compañía de Jesús en Brno en Bohemia bajo la casa de Habsburgo. En 1756 se trasladó a Cádiz, España para navegar hacia la Nueva España, donde llega el 20 de marzo y en donde concluyó los estudios en los colegios de Tepotzotlán, el colegio Jesuita del Espíritu Santo en Puebla, y el colegio Máximo de San Pedro y San Pablo, en Ciudad de México.
En 1761 viajó a Misión de Loreto en la Península de Baja California en compañía de su coterráneo Wenceslao Linck. A Linck lo enviaron más al norte a fundar una misión, y a Tirsch lo enviaron al sur para atender la Misión de Santiago de los Cora, ya que había quedado descuidada desde la rebelión de los pericúes en 1734. 
Tirsch levantó de nuevo el edificio, ya que durante la revuelta el anterior fue destruido. Le tocó atender a los últimos pericúes ya que, para ese entonces, la etnia estaba prácticamente extinta. Estuvo en contacto con el sacerdote Miguel de Barco, quien lo menciona en sus escritos “Historia Natural y Crónica de la Antigua California”, al igual que otro evangelizador Juan Jacobo Baegert. Posteriormente fue enviado a la Misión de San José del Cabo Añuití.

### Expulsión de los Jesuitas
Ignacio recibió al gobernador Gaspar de Portolá, el 30 de noviembre de 1767 con el fin de ejecutar la orden de expulsión de los jesuitas residentes en Baja California y la Nueva España por orden del Rey Carlos III de España. Así se embargó al Viejo Mundo hasta llegar a su natal Bohemia.

## Obras

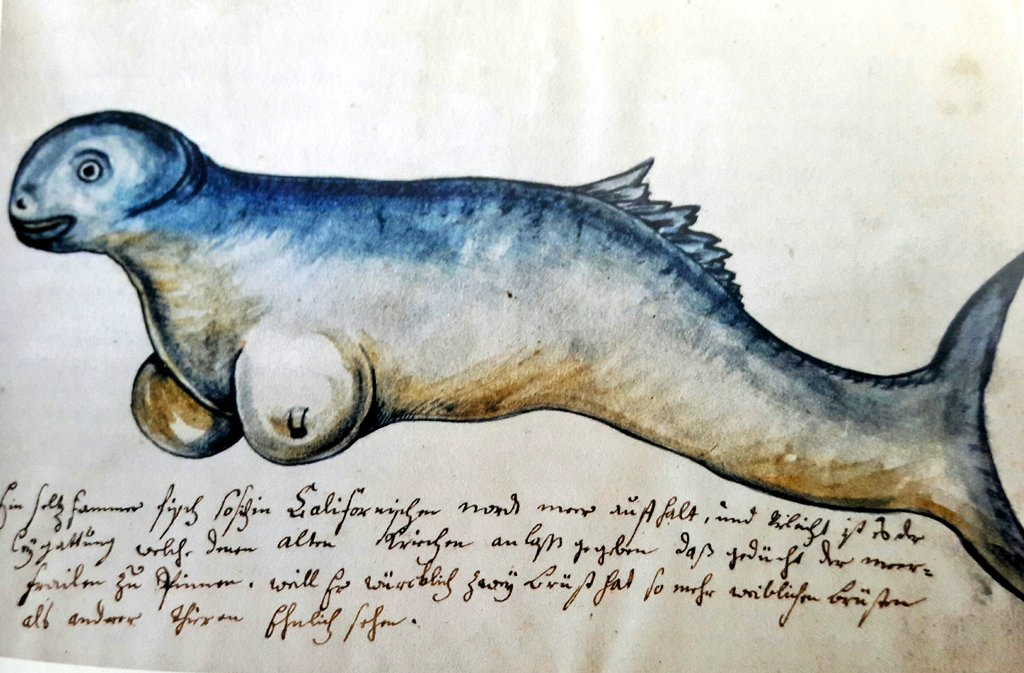
Pez Mulier Biblioteca Nacional de Praga

Dibujó y pintó 48 acuarelas sobre la naturaleza como peces, aves, moluscos, flora, cactáceas, cirios, pumas mamíferos y forma de vida y realidades de la época en la Baja California y los pericúes, mismas que han trascendido y se encuentran resguardadas en el Archivo histórico de la Biblioteca Nacional de Praga en la República Checa. 
Los detalles de las pinturas se pueden caracterizar como de gran belleza incluyendo algunas extrañezas: Una de las obras contiene un pez llamado “pez mujer” ya que el pez muestra pechos como los de mujer. Otra pintura muestra a dos californios con una presa recién cazada, y en otra muestra a cinco indígenas, y entre ellos a un papá con una mamá cargando a un niño, y dos personajes más rumbo a na misión; dos acuarelas muestran descripción de lo que era el pueblo; en una más se aprecian cinco personajes claramente novohispanos, tocando instrumentos musicales. Una más muestra una misión. En otra se aprecian dos mamíferos, que es un puma tratando de atrapar a un borrego cimarrón. Una acuarela muestra 3 aves, de gran colorido donde una de ellas claramente es un perico de verde plumaje.